# Dominga Sotomayor Castillo
Sebasta Sotomayor Castillo (sinh năm 1986) là một nhà làm phim người Chile nổi tiếng với việc làm những bộ phim sắp đến tuổi. Năm 2018, cô trở thành người phụ nữ đầu tiên từng giành giải Báo hoa mai cho Đạo diễn xuất sắc nhất tại Lễ hội Locarno.

## Chọn phim
- Thứ năm đến Chủ nhật (2012)
- Mar (2014)
- Quá muộn để chết trẻ (2018)